# Wernhard Dilthey
Wernhard Dilthey (* 16. Juni 1752 in Langenberg (Rheinland); † 25. September 1831 in Rheydt) war ein deutscher Unternehmer in der Textilindustrie.

## Leben
Wernhard Dilthey, der 1752 als Sohn des Pastors der evangelisch-reformierten Gemeinde in Langenberg, Henrich Dilthey (1705–1757), und dessen Frau Henriette Dilthey geb. Overbeck (1711–1795) zur Welt kam, wurde in Altena erzogen, wo er eine kaufmännische Lehre absolvierte. 1779 gründete er in Elberfeld eine Baumwollwarenhandlung, an der sich später sein Neffe Johann Heinrich Bergfeld beteiligte.
Nach der Trennung von Bergfeld übersiedelte er nach Kalkar, von wo aus er 1794/1795 eine Baumwollspinnerei in Neuss, 1796 eine Weberei in Rheydt, 1802/1803 eine weitere Weberei in Neuss sowie 1806 eine weitere Spinnerei in Odenkirchen bei Rheydt errichtete.  Die Neusser Betriebe und die Odenkirchener Spinnerei wurden zwischen 1806 und 1808 liquidiert.
Spätestens 1803 verlegte Dilthey seinen Wohnsitz nach Rheydt, wo er den dortigen Betrieb um eine Leinweberei, später um eine Samt- und Seidenherstellung erweiterte. 1810 begründete er zusammen mit acht weiteren Bürgern von Rheydt auf privater Grundlage eine höhere Schule. Zwischen 1811 und 1823 amtierte er zunächst als zweiter, später als erster Beigeordneter der Stadt.
Wernhard Dilthey heiratete 1792 die Gastwirtstochter Johanna  Maria Wüsten (1764–1834), mit der er vier Söhne hatte; er verstarb 1831.